# Ветрово (Ярославская область)
Ветрово — деревня в Большесельском сельском поселении Большесельского района Ярославской области.

## География
Деревня находится в центре района на восток от районного центра Большое Село. Она стоит на расстоянии около 500 м на юго-восток от автомобильной дороги, следующей от Большого Села через станцию Лом к федеральной трассе Р151 Ярославль—Рыбинск на участке Тутаев — Рыбинск. На противоположной стороне дороги напротив Ветрово, в 1 км к северо-западу стоит деревня Гартово, а с той же стороны дороги в 1 км к юго-западу деревня Ваулино.

## История
Деревня Ветрова указана на плане Генерального межевания Рыбинского уезда 1792 года.

## Население
По данным статистического сборника «Сельские населенные пункты Ярославской области на 1 января 2007 года», в деревне Ветрово не числится постоянных жителей.